# Kenneth I al Scoției
Kenneth Mac Alpin - în galica scoțiană: Coinneach mac Ailpein -  (n. 810 d.Hr., Iona (insulă)⁠(d), Regatul Scoției – d. 8 februarie 858 d.Hr., Forteviot⁠(d), Regatul Scoției) a fost regele Picților, și potrivit mitului național, primul rege al Scoției, primind porecla de Cuceritorul. Moștenirea necontestată a lui Kenneth era de a produce o dinastie de conducători care să fie descendenți din el și a fost fondatorul dinastiei care a condus Scoția pentru o mare parte a perioadei medievale.

## Rădăcini
Originile lui Kenneth sunt incerte. Genealogiile medievale sunt surse nesigure, însă mulți istorici acceptă faptul că acesta este descendentul regelui Cenél nGabráin din regiunea Dalriada. Manuscrisul oferă următoarele descendențe:
...Cináed, fiul lui Alpín, fiul lui Eochaid, fiul lui Áed Find, fiul lui Domangart, fiul lui Domnall Brecc, fiul lui Eochaid Buide, fiul lui Áedán, fiul lui Gabrán, fiul lui Domangart, fiul lui Fergus Mór...
Lănsând la o parte regii de dinainte de Aedan, fiul lui Gabrán, genealogia este cu siguranță eronată în măsura în care Áed Find, care a murit în 778, nu putea fi fiul lui Domangart, care a fost ucis în 673. Conform calculului convențional, ar fi trebuit să se adauge încă două generații între Áed Find și Domangart: Eochaid mac Echdach, tatăl lui Áed Find, care a murit în 733 și tatăl său Eochaid.
Ideea că acesta se trage din Gaeli nu este respinsă, însă istoriografia modernă face diferența între Kenneth de origine Gaelica și Kenneth ca rege Galic Dál Riata. Regii Picților care au guvernat înaintea sa, de la Bridei, fiul lui Der-Ilei, fratele său Nechtan cât și Óengus I, fiul lui Fergus, au fost Gaeli.

## Guvernarea
Ascensiunea la putere a lui Kenneth și domnia sa ulterioară pot fi plasate la sfârșitul dinastiei precedente, care au dominat regiunea Fortriu pentru două sau patru generații. Acesta a urmat la tron după moartea regelui Uen, fiul lui Óengus de Fortriu, fratele lui Bran, în lupta împotriva vikingilor în 839. Rezultatul crizei de succesiunea a avut loc între patru pretendenți ai tronului care se aflau în conflict pentru puterea supremă.
Domnia lui Kenneth începe din anul 843, însă este probabil să nu fi fost până în 848, după ce l-a învins pe ultimul rival al său. Cronica Picților susține că el a fost rege în Dál Riata timp de doi ani înainte de a deveni rege al Picților, însă nici acest lucru nu este acceptat în totalitate. Cronicile Regilor din Alba raportează faptul că acesta a invadat Saxonia de șase ori, l-a capturat pe Melrose și a ars Dunbar, cât și faptul că vikingii s-au stabilit în Picția.
Domnia lui Kenneth a avut un grad sporit de reglementare a nordului în zonele periferice din Scoția modernă. Au fost stabilite regiunile Shetland, Orkney, Caithness, Sutherland, Insulele de Vest și Insula Man, și o parte din Ross. Legăturile dintre regatul lui Kenneth și Irlanda s-au slăbit, iar cele cu sudul Angliei aproape se rupseseră. În fața acestui lucru, Kenneth și succesorii săi au fost obligați să-și consolideze poziția în împărăția lor, iar unirea dintre Picți și Gaeli, care progresa de mai multe secole, începuse să se consolideze. Până la domnia lui Donald al II-lea, regii erau numiți regi din Alba.
Kenneth a murit din cauza unei tumori pe 13 februarie 858, la palatul Cinnbelachoir, probabil lângă Scone.
Kenneth a lăsat în urmă doi fii, Constantin și Áed, și două fiice. O fiică s-a căsătorit cu Run, rege al Strathclyde. Máel Muire s-a căsătorit cu doi regi irlandezi importanți ai Uí Néill. Primul soț a fost Aed Finliath din Cenél nEógain și cel de-al doilea a fost Flann Sinna al clanului Cholmáin.